# Groupe J des éliminatoires de la Coupe d'Afrique des nations de football 2025
 (juin 2025).
 (juillet 2024).
Navigation
Groupe I Groupe K
Le groupe J des éliminatoires de la Coupe d'Afrique des nations de football 2025 est une compétition qualificative pour la phase finale de la Coupe d'Afrique des nations de football 2025, qui se déroule en Maroc.

## Tirage au sort
Le tirage au sort a eu lieu le 4 juillet 2024 au Johannesburg. Les têtes de série sont désignées via un classement FIFA (construit d'après les résultats lors des dernières FIFA).
Le tirage au sort désigne les équipes suivantes dans le groupe J. Les quarante-huit équipes sont réparties en douze dans quatre chapeaux.
- Chapeau 1 :  Cameroun (49e du classement FIFA)
- Chapeau 2 :  Namibie (97e du classement FIFA)
- Chapeau 3 :  Kenya (108e du classement FIFA)
- Chapeau 4 :  Zimbabwe (129e du classement FIFA)

## Classement
| Rang | Équipe   | Pts | J | G | N | P | Bp | Bc | Diff |  | Résultats (▼ dom., ► ext.) |     |     |     |     |
| ---- | -------- | --- | - | - | - | - | -- | -- | ---- |  | -------------------------- | --- | --- | --- | --- |
| 1    | Cameroun | 10  | 4 | 3 | 1 | 0 | 6  | 1  | +5   |  | Cameroun                   |     | -   | 4-1 | 1-0 |
| 2    | Zimbabwe | 7   | 4 | 2 | 2 | 0 | 4  | 1  | +3   |  | Zimbabwe                   | 0-0 |     | -   | 3-1 |
| 3    | Kenya    | 4   | 4 | 1 | 1 | 2 | 3  | 6  | -3   |  | Kenya                      | 0-1 | 0-0 |     | -   |
| 4    | Namibie  | 0   | 4 | 0 | 0 | 4 | 2  | 7  | -5   |  | Namibie                    | -   | 0-1 | 1-2 |     |

- Qualification pour la CAN 2025

## Résultats
| 1re journée                  | Kenya     | 0 - 0   | Zimbabwe                | Mandela National Stadium, Kampala |                            |
| 6 septembre 2024 16:00 UTC+3 |           | (0 - 0) |                         | Arbitrage : Adalbert Diouf        | Arbitrage : Adalbert Diouf |
| 6 septembre 2024 16:00 UTC+3 | Odada 51e | Rapport | 23e Billiat 66e Takwara | Arbitrage : Adalbert Diouf        | Arbitrage : Adalbert Diouf |

| 1re journée                  | Cameroun      | 1 - 0   | Namibie                  | Complexe multisports de Japoma, Japoma |                           |
| 7 septembre 2024 17:00 UTC+1 | Aboubakar 65e | (0 - 0) |                          | Arbitrage : Boubou Traoré              | Arbitrage : Boubou Traoré |
| 7 septembre 2024 17:00 UTC+1 |               | Rapport | 20e Kamberipa 68e Petrus | Arbitrage : Boubou Traoré              | Arbitrage : Boubou Traoré |

| 2e journée                    | Namibie               | 1 - 2   | Kenya                           | Orlando Stadium, Johannesburg |                            |
| 10 septembre 2024 18:00 UTC+2 | Hotto 90+4e           | (0 - 0) | 57e Avire 76e Abuya             | Arbitrage : Salisu Basheer    | Arbitrage : Salisu Basheer |
| 10 septembre 2024 18:00 UTC+2 | Hambira 20e Katua 87e | Rapport | 15e Onyango 36e Akumu 68e Avire | Arbitrage : Salisu Basheer    | Arbitrage : Salisu Basheer |

| 2e journée                    | Zimbabwe              | 0 - 0   | Cameroun                         | Mandela National Stadium, Kampala |                              |
| 10 septembre 2024 19:00 UTC+3 |                       | (0 - 0) |                                  | Arbitrage : Mahmoud El Banna      | Arbitrage : Mahmoud El Banna |
| 10 septembre 2024 19:00 UTC+3 | Munetsi 38e Arubi 89e | Rapport | 28e Anguissa 37e Ngadeu 76e Wooh | Arbitrage : Mahmoud El Banna      | Arbitrage : Mahmoud El Banna |

| 3e journée                  | Namibie              | 0 - 1   | Zimbabwe           | Orlando Stadium, Johannesburg      |                                    |
| 10 octobre 2024 15:00 UTC+2 |                      | (0 - 1) | 34e (pen.) Billiat | Arbitrage : Patrice Tanguy Mebiame | Arbitrage : Patrice Tanguy Mebiame |
| 10 octobre 2024 15:00 UTC+2 | Katua 24e Kulula 86e | Rapport | 86e Hachiro        | Arbitrage : Patrice Tanguy Mebiame | Arbitrage : Patrice Tanguy Mebiame |

| 3e journée                  | Cameroun                                               | 4 - 1   | Kenya      | Complexe multisports de Japoma, Japoma |                     |
| 11 octobre 2024 17:00 UTC+1 | Aboubakar 8e (pen.) Hongla 39e Mbeumo 43e Bassogog 55e | (3 - 1) | 41e Olunga | Arbitrage : Issa Sy                    | Arbitrage : Issa Sy |
| 11 octobre 2024 17:00 UTC+1 | Atemengue 74e                                          | Rapport | 74e Nondi  | Arbitrage : Issa Sy                    | Arbitrage : Issa Sy |

| 4e journée                  | Kenya                          | 0 - 1   | Cameroun        | Mandela National Stadium, Kampala      |                                        |
| 14 octobre 2024 16:00 UTC+3 |                                | (0 - 0) | 63e Enow        | Arbitrage : Djindo Louis Houngnandande | Arbitrage : Djindo Louis Houngnandande |
| 14 octobre 2024 16:00 UTC+3 | Abuya 26e Omija 58e Otieno 76e | Rapport | 76e Castelletto | Arbitrage : Djindo Louis Houngnandande | Arbitrage : Djindo Louis Houngnandande |

| 4e journée                  | Zimbabwe                       | 3 - 1   | Namibie      | Orlando Stadium, Johannesburg |                            |
| 14 octobre 2024 18:00 UTC+2 | Musona 50e 61e (pen.) Duba 89e | (0 - 0) | 90e Eiseb    | Arbitrage : Yannick Malala    | Arbitrage : Yannick Malala |
| 14 octobre 2024 18:00 UTC+2 | Hachiro 60e                    | Rapport | 47e Amutenya | Arbitrage : Yannick Malala    | Arbitrage : Yannick Malala |

| 5e journée                   | Namibie                          | 0 - 0   | Cameroun              | Orlando Stadium, Johannesburg |                         |
| 13 novembre 2024 16:00 UTC+2 |                                  | (0 - 0) |                       | Arbitrage : Jalal Jayed       | Arbitrage : Jalal Jayed |
| 13 novembre 2024 16:00 UTC+2 | Eib 58e Kambindu 79e Damaseb 87e | Rapport | 17e Nouhou 62e Ngadeu | Arbitrage : Jalal Jayed       | Arbitrage : Jalal Jayed |

| 5e journée       | Zimbabwe       | 1 - 1   | Kenya                             | Stade Peter-Mokaba, Polokwane |                             |
| 15 novembre 2024 | Maswanhise 32e | (1 - 0) | 52e Ayunga                        | Arbitrage : Messie Nkounkou   | Arbitrage : Messie Nkounkou |
| 15 novembre 2024 | Garananga 35e  | Rapport | 29e Khamis 29e Omurwa 59e Momanyi | Arbitrage : Messie Nkounkou   | Arbitrage : Messie Nkounkou |

| 6e journée       | Kenya | 0 - 0   | Namibie | Stade Peter-Mokaba, Polokwane   |                                 |
| 19 novembre 2024 |       | (0 - 0) |         | Arbitrage : Jean Pierre Nguiene | Arbitrage : Jean Pierre Nguiene |

| 6e journée             | Cameroun                  | 2 - 1    | Zimbabwe        | Stade Ahmadou Ahidjo, Yaoundé |                           |
| 19 novembre 2024 14:00 | Aboubakar 18e Nkoudou 23e | (2 - 0)  | 73e Dzvukamanja | Arbitrage : Ahmed Arajiga     | Arbitrage : Ahmed Arajiga |
| 19 novembre 2024 14:00 |                           | 75e Dube |                 | Arbitrage : Ahmed Arajiga     | Arbitrage : Ahmed Arajiga |